# Stefan Plaimauer
Stefan Plaimauer (* 4. Dezember 1896 in Wien; † 19. Dezember 1977 in Graz) war ein österreichischer Politiker (SPÖ) und Amtsleiter. Er war Abgeordneter zum Landtag Steiermark, von 1953 bis 1956 Mitglied des Bundesrates und von 1956 bis 1962 Abgeordneter zum österreichischen Nationalrat.
Plaimauer erlernte nach acht Klassen Volksschule den Beruf des Schmieds und war zwischen 1915 und 1925 als Vorarbeiter in der Alpine Montangesellschaft in Donawitz tätig. 1925 wurde er Bezirkssekretär der Sozialdemokratischen Arbeiterpartei Leoben, 1933 Bezirkssekretär in Mürzzuschlag. Im Zuge des Österreichischen Bürgerkriegs wurde Plaimauer 1934 inhaftiert und war in der Folge bis 1938 arbeitslos. Er arbeitete als Hilfsarbeiter bei der Firma Schoeller-Bleckmann in Hönigsberg und war  Zeugschmied-Vorarbeiter. 1945 wurde er Leiter des Arbeitsamtes Mürzzuschlag, 1949 Sekretär des Landesarbeitsamtes Steiermark. 
Politisch war Plaimauer zwischen 1945 und 1953 als Abgeordneter zum Landtag Steiermark aktiv, zwischen dem 15. April 1953 und dem 8. Juni 1956 war er Mitglied des Bundesrates, danach vom 8. Juni 1956 bis zum 14. Dezember 1962 Abgeordneter zum Nationalrat.